# Eutíquides

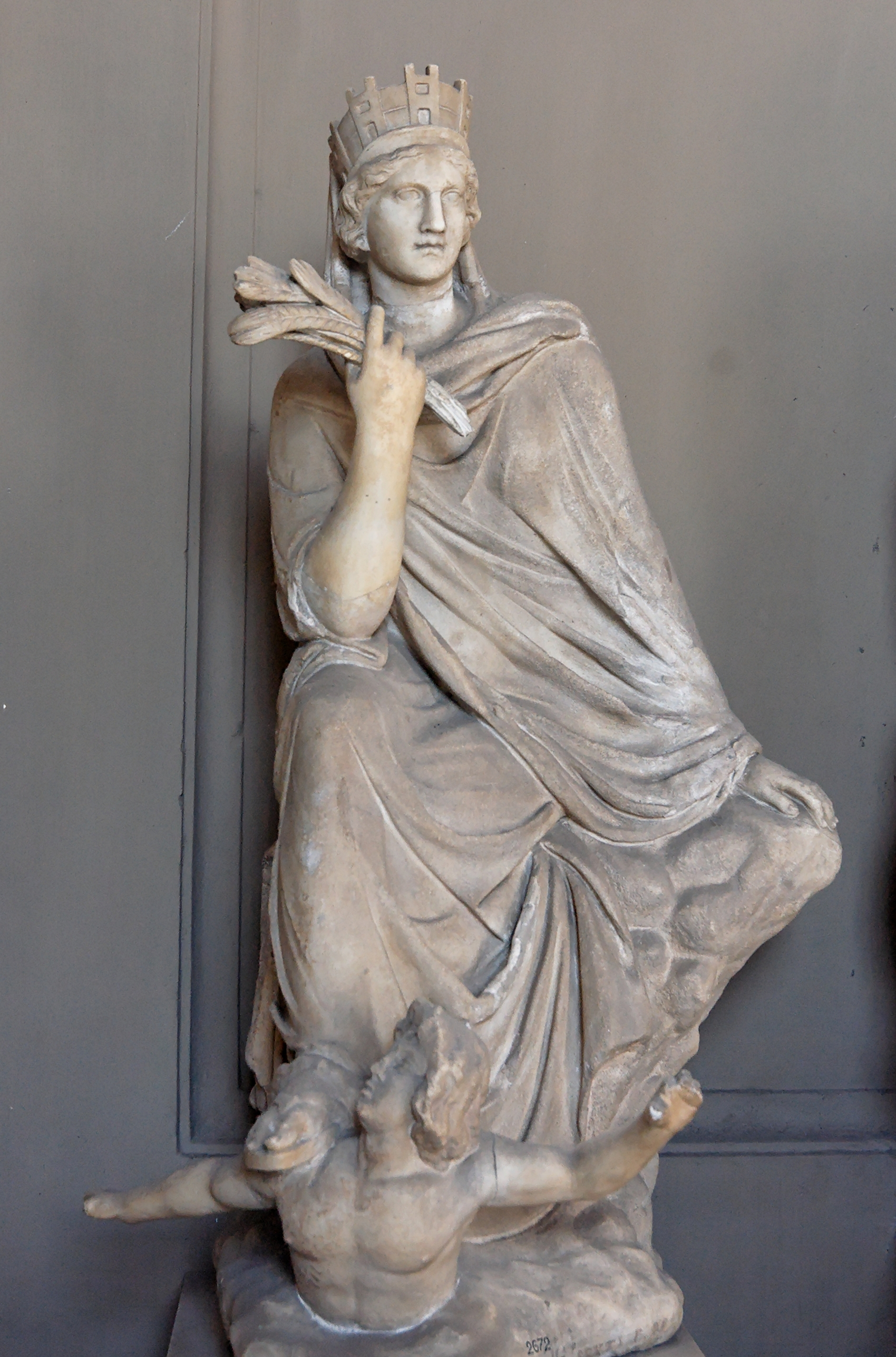
Copia romana en mármol de una estatua obra de Eutíquides: la Tique de Antioquía (ca. 300 a. C.) conservada en el Vaticano.

Eutíquides (Eutychides, Εὐτυχίδης) de Sición, fue un escultor griego del periodo helenístico (fines del IV a. C.), discípulo y seguidor de Lisipo.
De su obra más célebre, la Tique o Fortuna de Antioquía con el río Orontes a los pies, a la que alude Pausanias, fechada hacia 300  a. C., se conocen representaciones en monedas y algunas copias romanas en mármol: la más conocida de ellas es la conservada en el Museo Pío-Clementino. Según Pollitt, la estatua respondía a la creciente preocupación por el destino o la fortuna, rasgo típicamente helenístico. En este caso se trataría de la fortuna colectiva de una ciudad, por lo que Eutíquides fundió los elementos propios de la Fortuna con los rasgos característicos de las representaciones de las ciudades, alegorizadas en figuras femeninas con corona mural, como se encuentra en algunas monedas del IV a. C., siendo posteriormente imitado por muchas otras ciudades que adoptaron imágenes semejantes a las que rendían culto. Desde el punto de vista formal, destaca el tratamiento de la figura sentada con distintos puntos de vista, característica del arte lisipeo.
Plinio el Viejo, Naturalis Historia, en el libro 34, capítulo 19, tratando de las estatuas en bronce, le atribuyó una estatua del dios-río Eurotas, en la que habría representado excelentemente el líquido elemento, y en 35, 40 mencionó a un pintor del mismo nombre y en ocasiones tenido por la misma persona, quien destacó por la pintura de una Victoria sobre un carro, lo que es recordado por Vicente Carducho en sus Diálogos de la Pintura.